# دونگه برییانگه
دونگه برییانگه (به صربی: Donje Brijanje) یک منطقهٔ مسکونی در صربستان است که در لسکواس واقع شده‌است. دونگه برییانگه ۱٬۴۸۷ نفر جمعیت دارد.